# ケンワース
ケンワース（英: Kenworth）は、アメリカ合衆国の貨物自動車メーカーであり、そのブランド名。姉妹部門であるピータービルトと共に現在はパッカーの子会社である。北米市場では首位となるフレイトライナー・トラックスに続き、シェア第二位となり、ダイムラー、パッカー、ボルボ、ナビスターの主要4メーカーの一端を担う企業となる。1912年、自動車販売店のメカニックであったガーリンガー兄弟によってオレゴン州、ポートランドで創業している。

## 歴史
1912年、オレゴン州、ポートランドで乗用車とトラックを取り扱う自動車販売店、ガーリンガー・モーター・カー・ワークス（Gerlinger Motor Car Works）として創業する。創業当初からカスタムビルトなどを行っており、この2年後、自動車販売だけでは満足出来なかった兄弟は、1914年に自ら自動車製造会社を設立。当時販売されていた非力な直列4気筒エンジンを搭載したトラックではなく、より強力な直列6気筒エンジンを搭載したトラックを開発する。当時これは画期的であり、トラックとしては初となる車両であった。

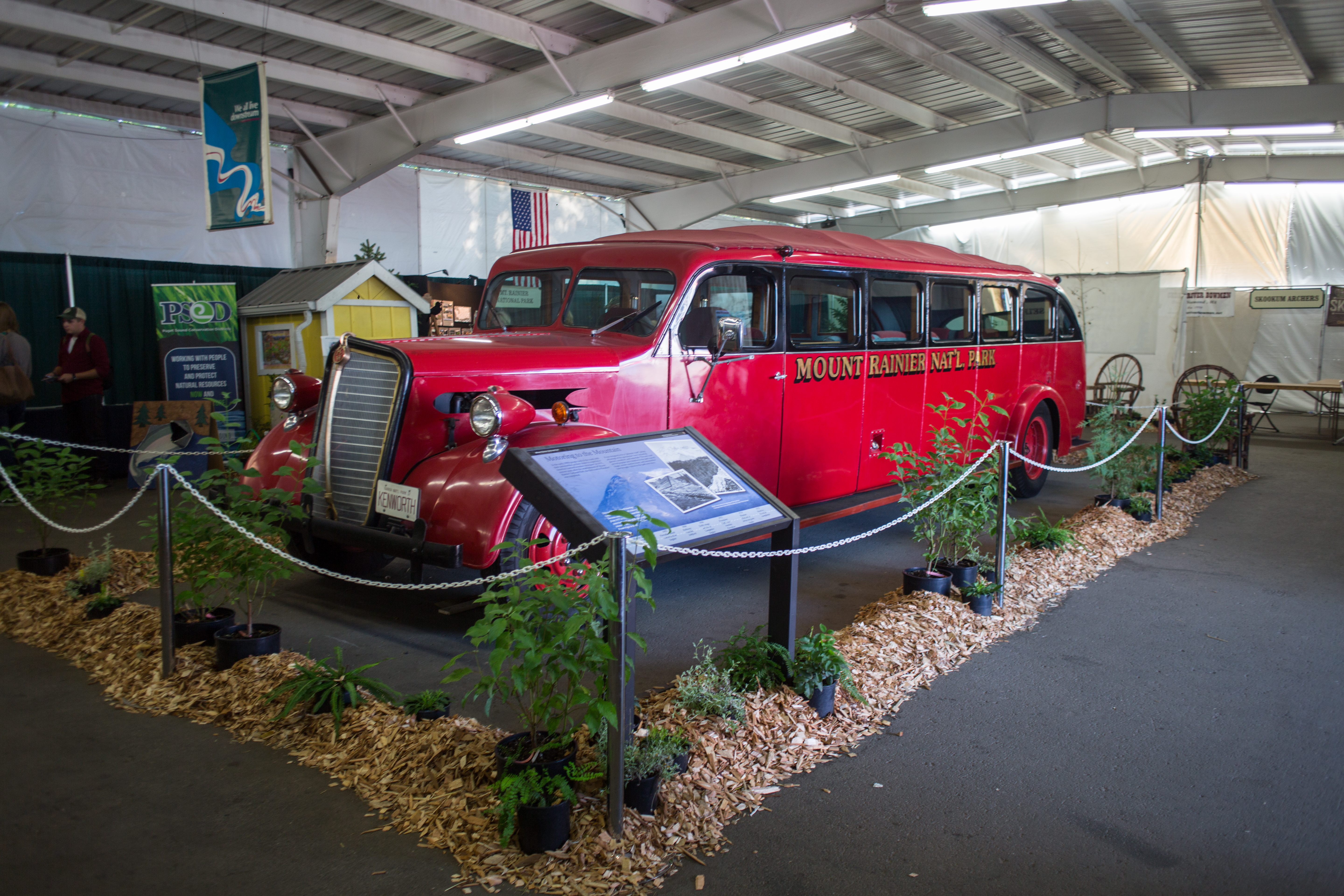
ケンワース製バス

1916年に会社はワシントン州、タコマに移転。そこで出会ったシアトルのビジネスマン、エドガー・ワージントン（Edgar K. Worthington）は、兄弟が行っていたトラック製造に惹かれており、兄弟はワージントンから賃借権を得ている。1917年、ワージントンと彼のビジネスパートナーであったフレデリック・ケント（Captain Frederick Kent）と共にガーリンガー・ワークスを買収。1919年、ケントは引退し息子のハリー・ケント（Harry W Kent）が新たにパートナーとして加わっている。強力なエンジンを搭載し頑丈であったため販売は大成功しており、1923年、社名を双方の名前から取ったケン・アンド・ワース（Ken and Worth）に変更している。顧客毎に細かく仕様設定する販売方法と優れたデザイン性から販売は順調であった。しかし1930年の世界恐慌により販売は低迷。新たな道を模索した結果、バスと消防車市場を新規に開拓したことで業績は回復している。当時、業界をリードし続けた会社であり、トラックにディーゼルエンジンを搭載したアメリカ初の会社であった。

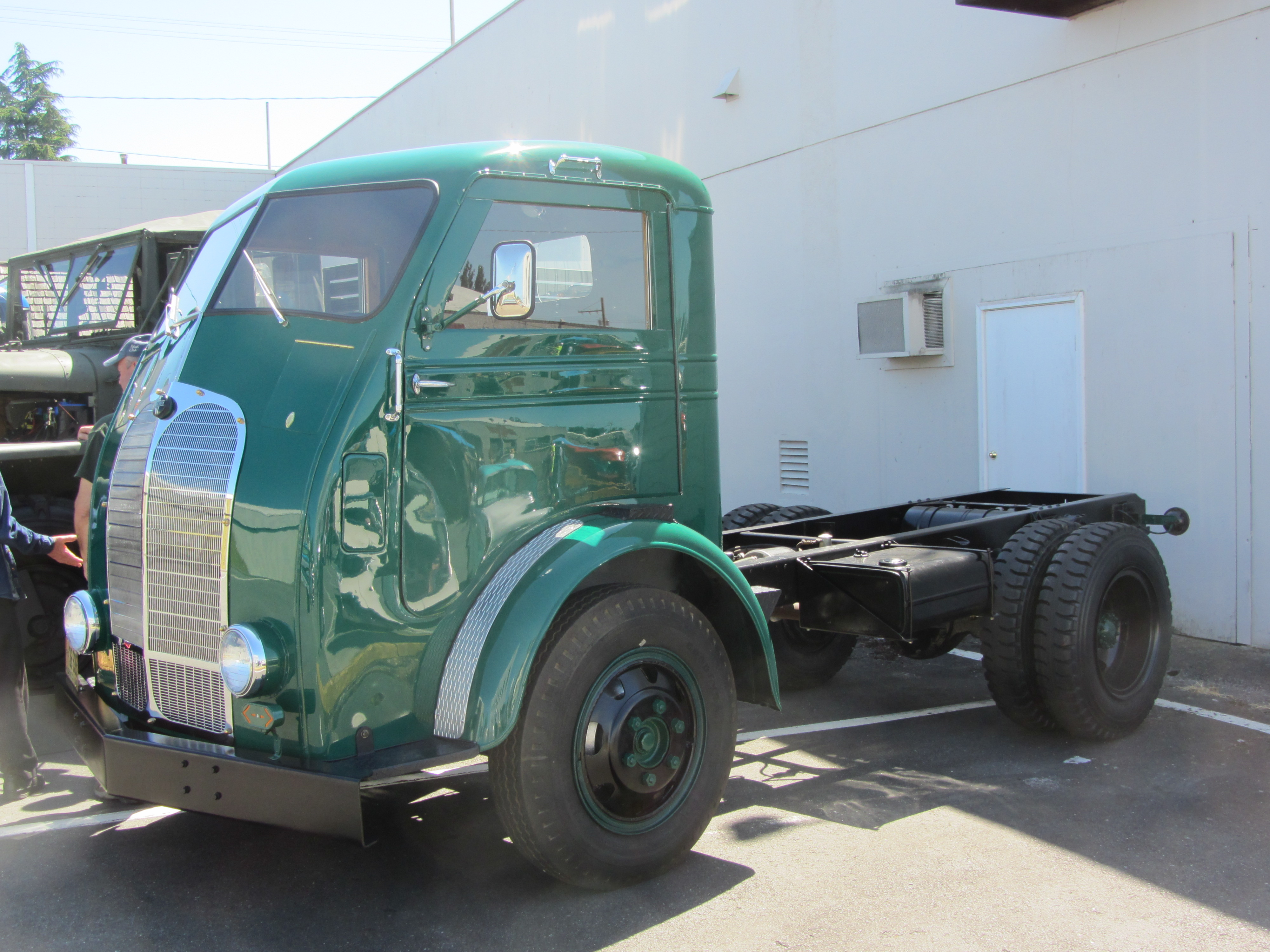
1940年式キャブオーバートラック

1941年、第二次世界大戦の開戦により軍需産業へ転換しており航空機製造を行っている。シアトル工場でB-17とB-24の爆弾槽と開閉式ドアの製造を行っていた。終戦の1945年、ケンワースは貨物自動車製造に進出し始めていた現在のパッカーの前身である鉄道車両製作、伐採設備機器企業であった、パシフィック・カー & ファウンダリー（Pacific Car and Foundry Company）に買収されている。
1959年には子会社のケンワース・メキシカーナを設立。メキシコに本格進出する。
1968年、子会社のケンワース・オーストラリアを設立。オーストラリアへ本格進出する。

## 製造車両
2020年7月時点での全ラインナップ。
- W990
- W900（英語版）
- T880
- T800
- T680
- C500
- T470/T440
- K370/K270
- K370E/K270E
- T370/T270/T170

### 製造終了
- T600（英語版）
- T660（英語版）

## 画像

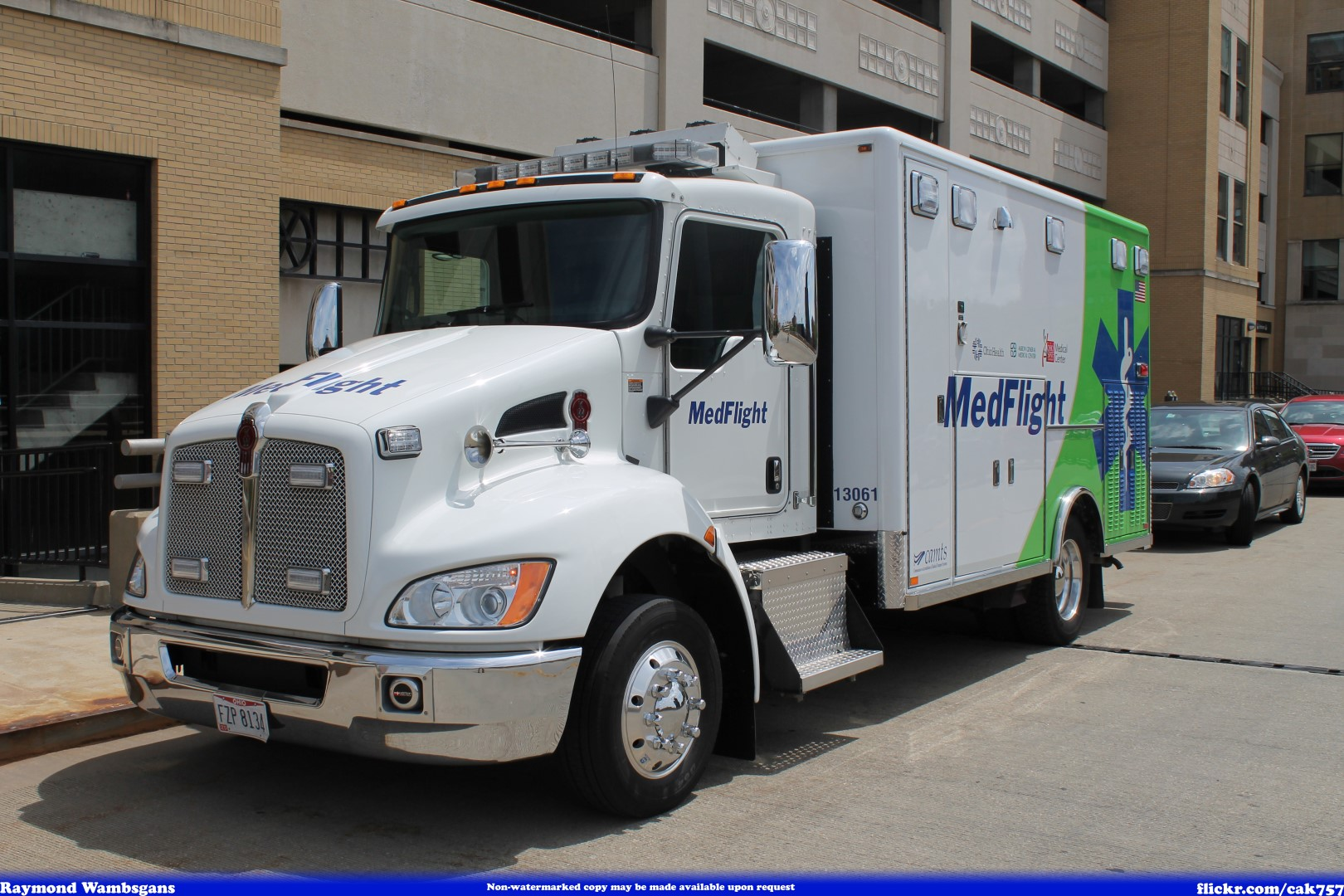
救急車仕様のT170
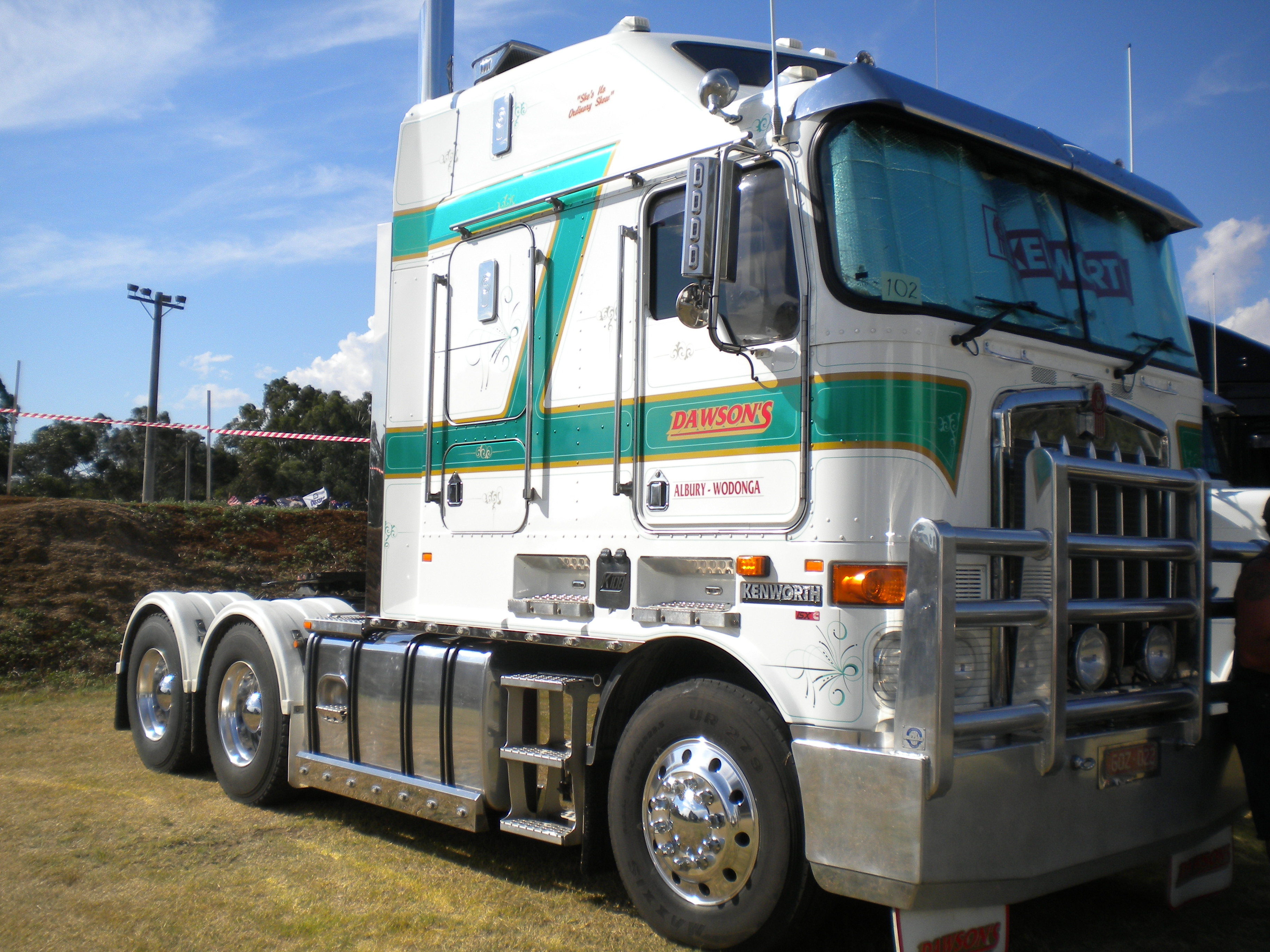
キャブオーバー（COE）K108
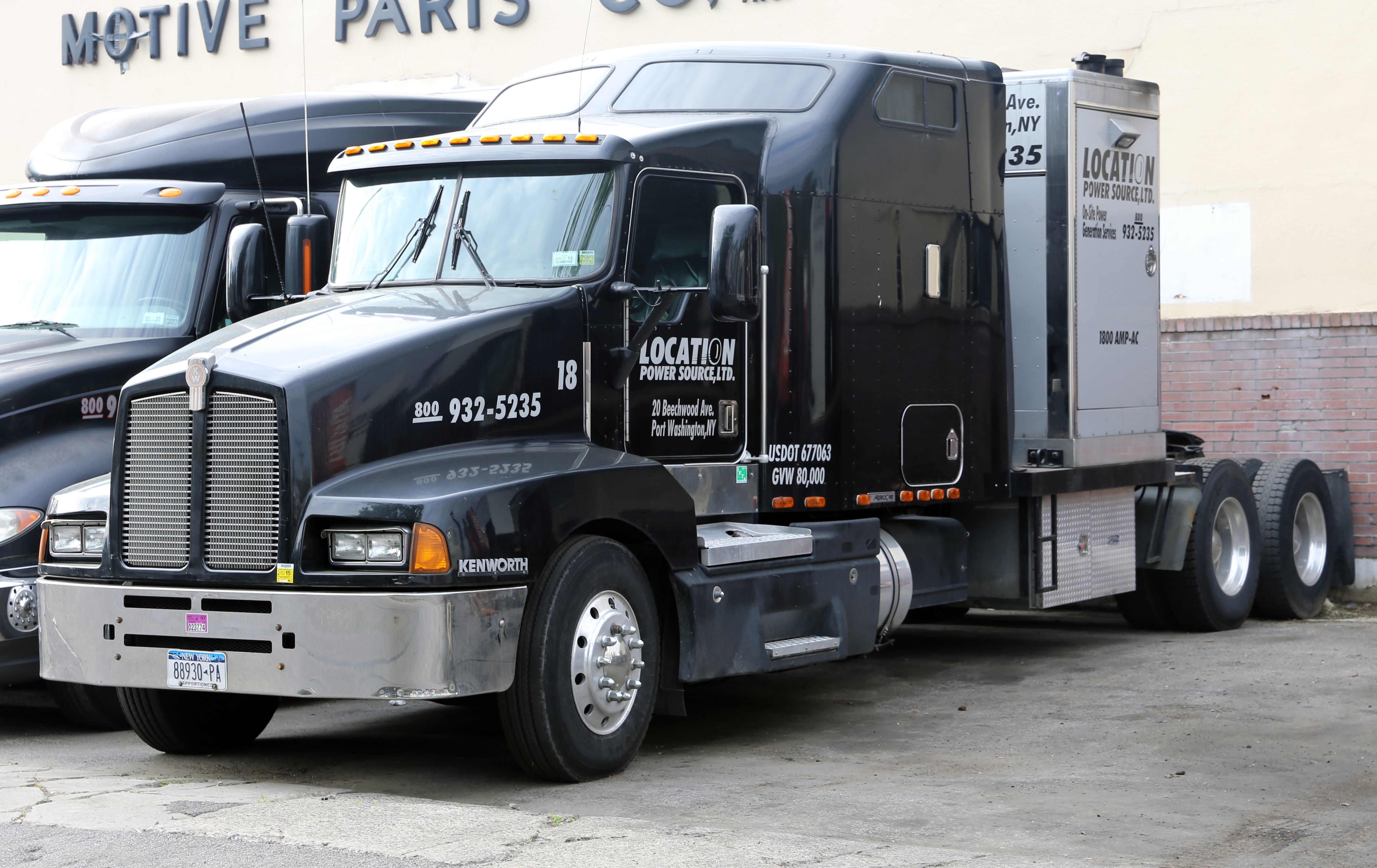
1995年製 Kenworth T600B Aerocab 6x4
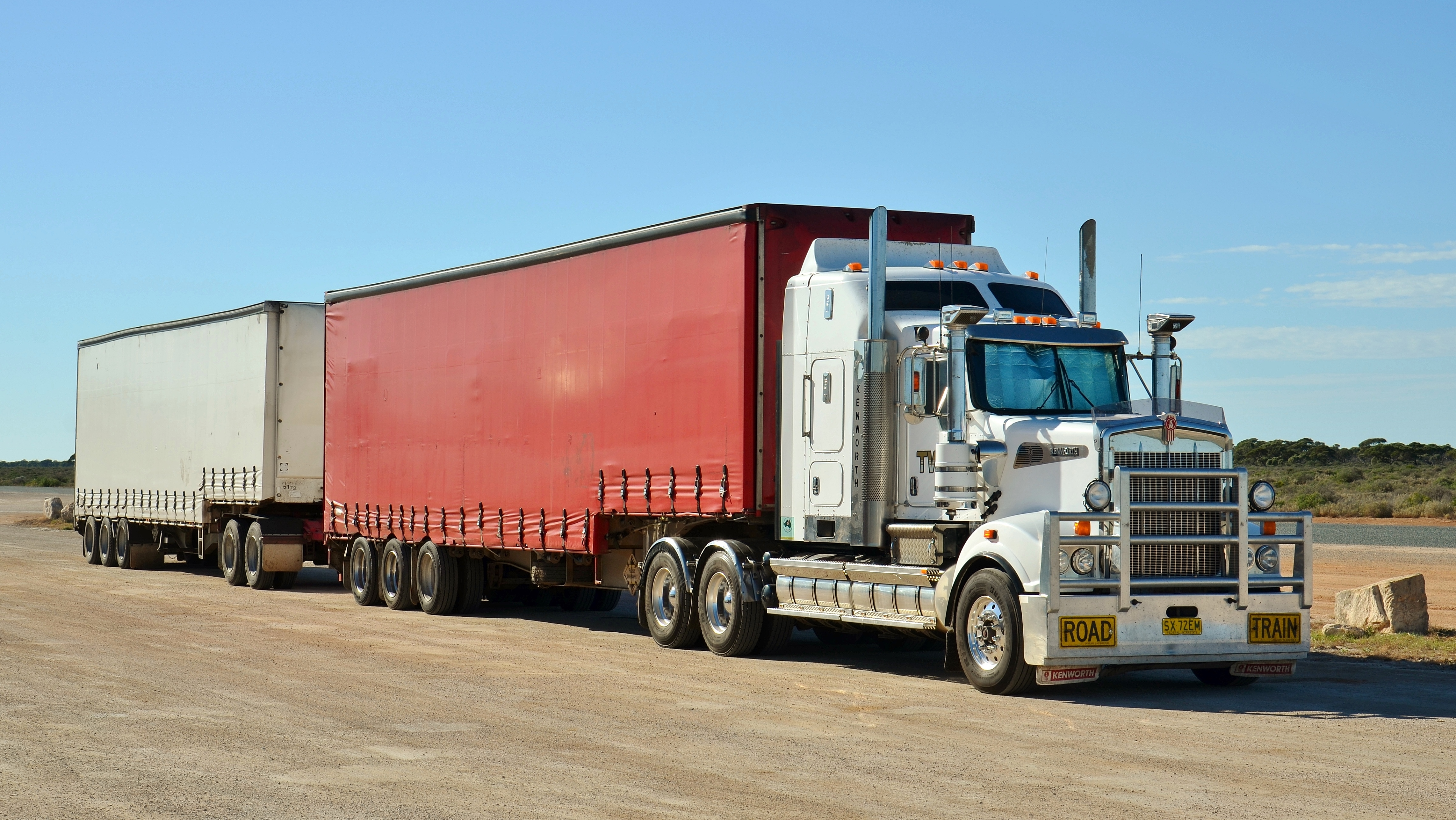
ロードトレイン仕様のT909（オーストラリア）
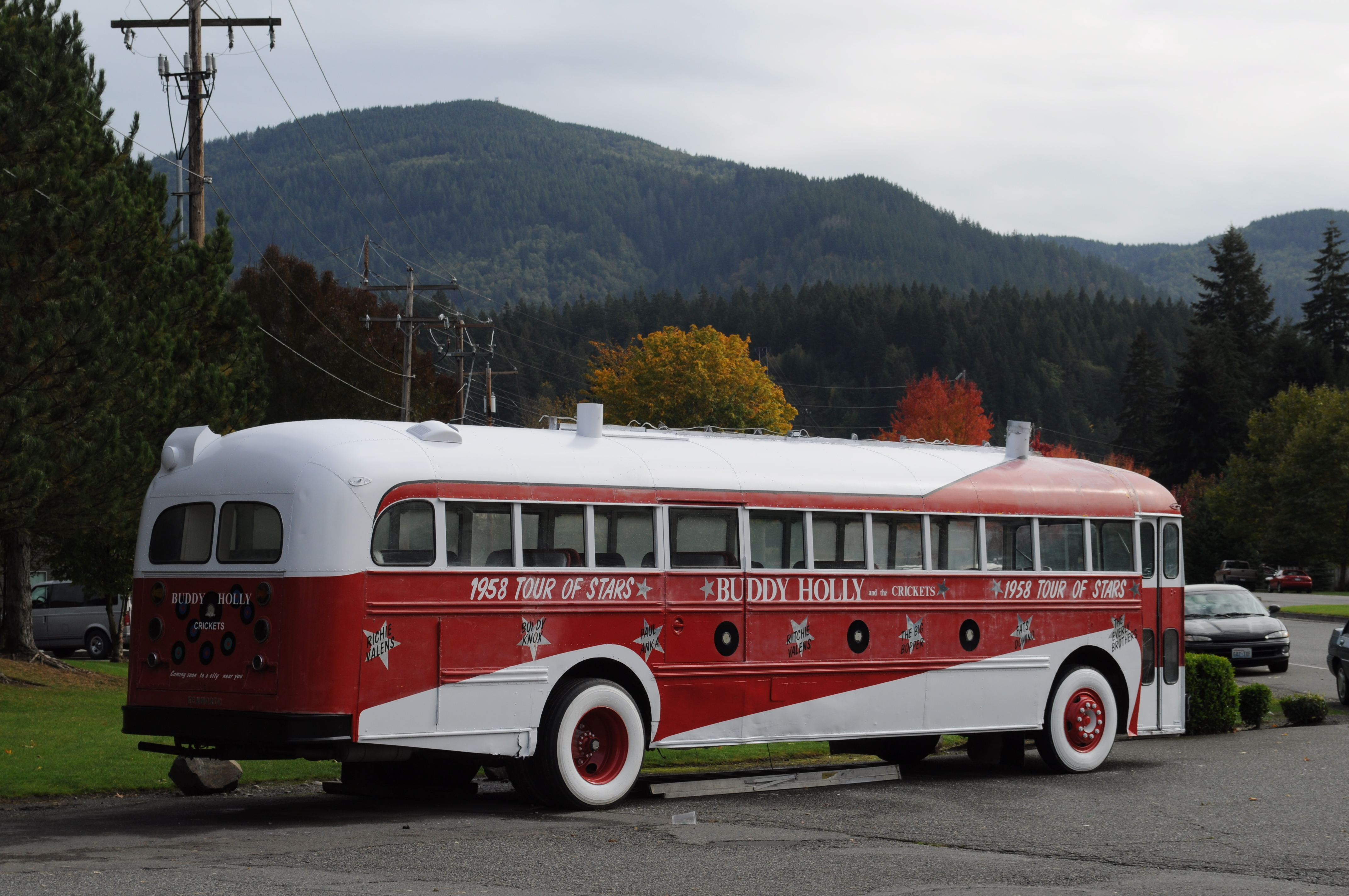
バディ・ホリーが使用したツアーバス
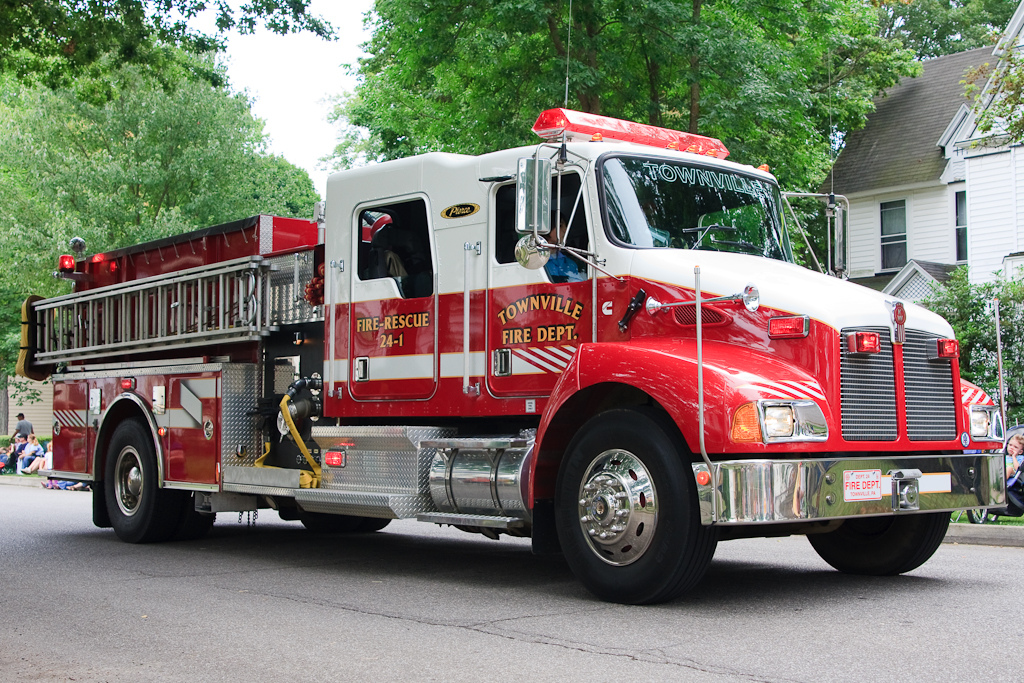
フィラデルフィアで稼働するケンワース製消防車

## 日本における採用例

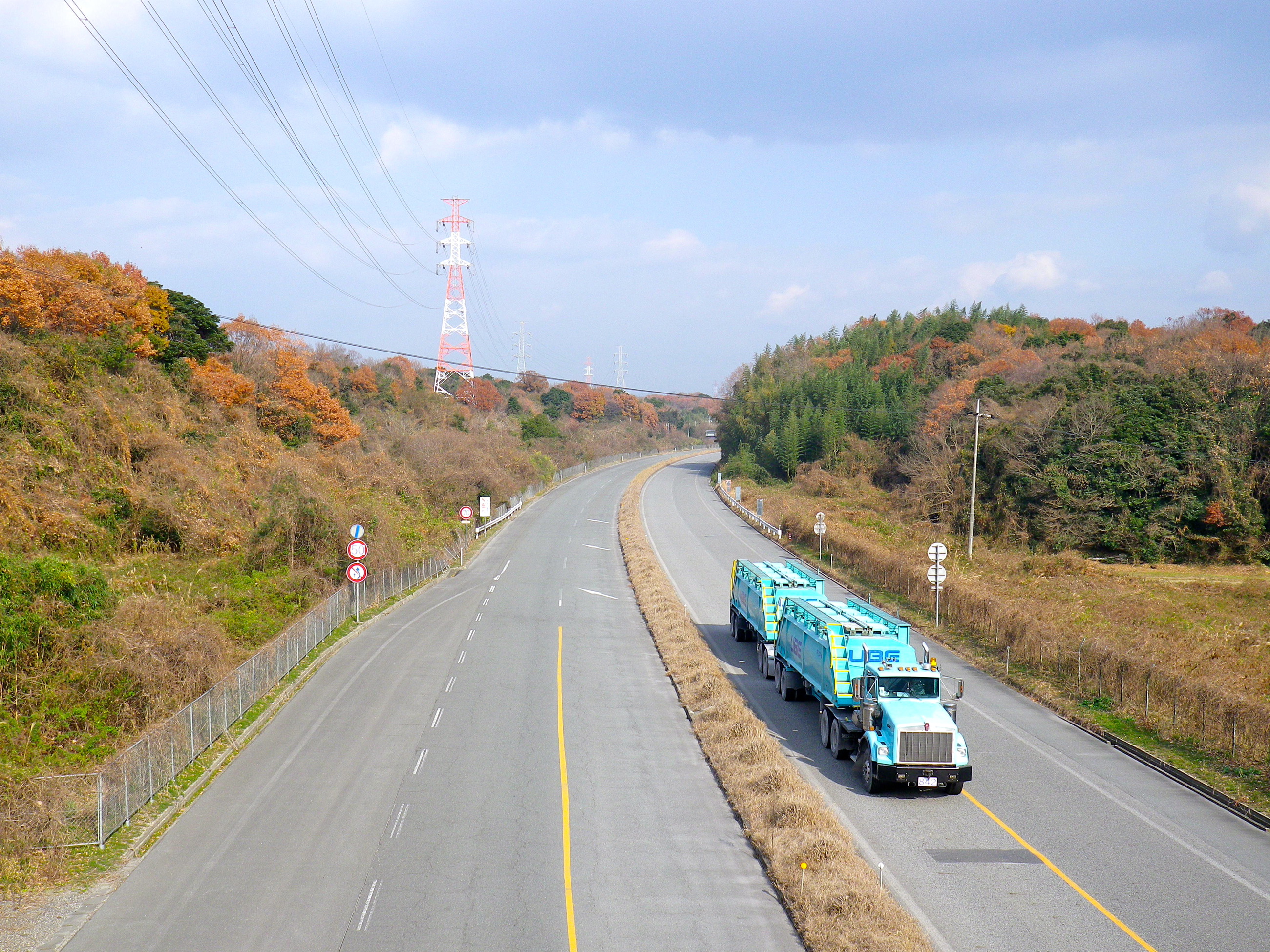
宇部興産（現・UBE三菱セメント）が宇部伊佐専用道路で運行していたT604

UBE三菱セメントが、宇部伊佐専用道路で運行する構内専用ダブルストレーラーにケンワース製トラクター（オーストラリア向け右ハンドル仕様車）を採用している。1990年代中盤にT604が採用され、その後2010年代以降はT608・T609・T610に更新されている。

## 登場作品
- 1977年 - 映画「トランザム7000」にて、同社製W900A（1973/1974年式）が出演。
- 1979年 - 映画「マッドマックス」にて、同社製K-124が出演。[7]
- 2021年- 映画 アイス・ロード